# Porcellionidae
Porcellionidae là một họ động vật trong bộ Isopoda. Họ này được ghi nhận khoảng 530 loài.

## Các chi
Có khoảng 19 được ghi nhận.
- Acaeroplastes Verhoeff, 1918
- Agabiformius Verhoeff, 1908
- Atlantidium Arcangeli, 1936
- Brevurus Schmalfuss, 1986
- Caeroplastes Verhoeff, 1918
- Congocellio Arcangeli, 1950
- Dorypoditius Verhoeff, 1942
- Leptotrichus Budde-Lund, 1885
- Lucasius Kinahan, 1859
- Mica Budde-Lund, 1908
- Pondo Barnard, 1937
- Porcellio Latreille, 1804
- Porcellionides Miers, 1877
- Proporcellio Verhoeff, 1907
- Soteriscus Vandel, 1956
- Thermocellio Verhoeff, 1942
- Tropicocellio Arcangeli, 1950
- Tura Budde-Lund, 1908
- Uramba Budde-Lund, 1908